# 千城台北駅

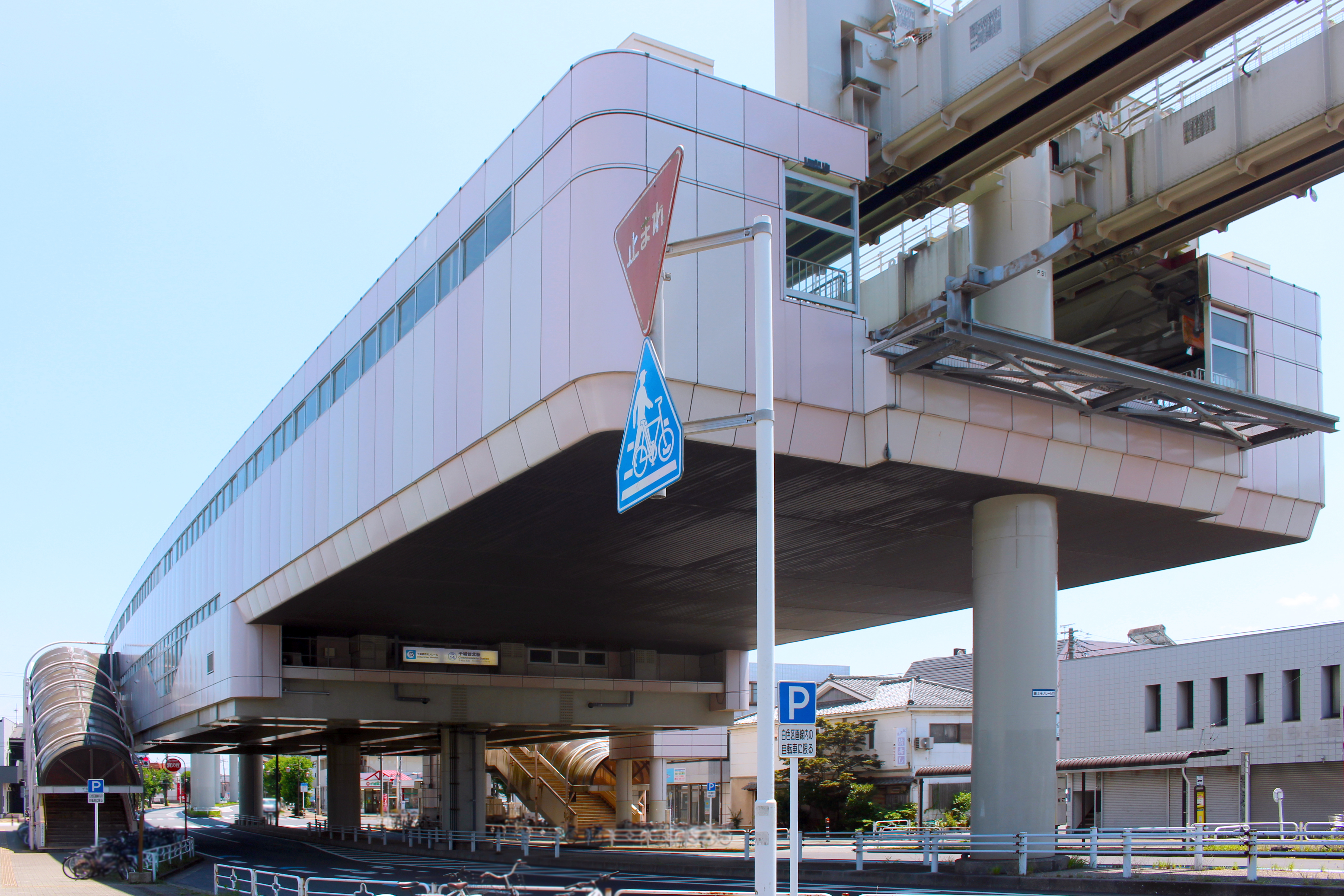
北側出入口（2024年7月）

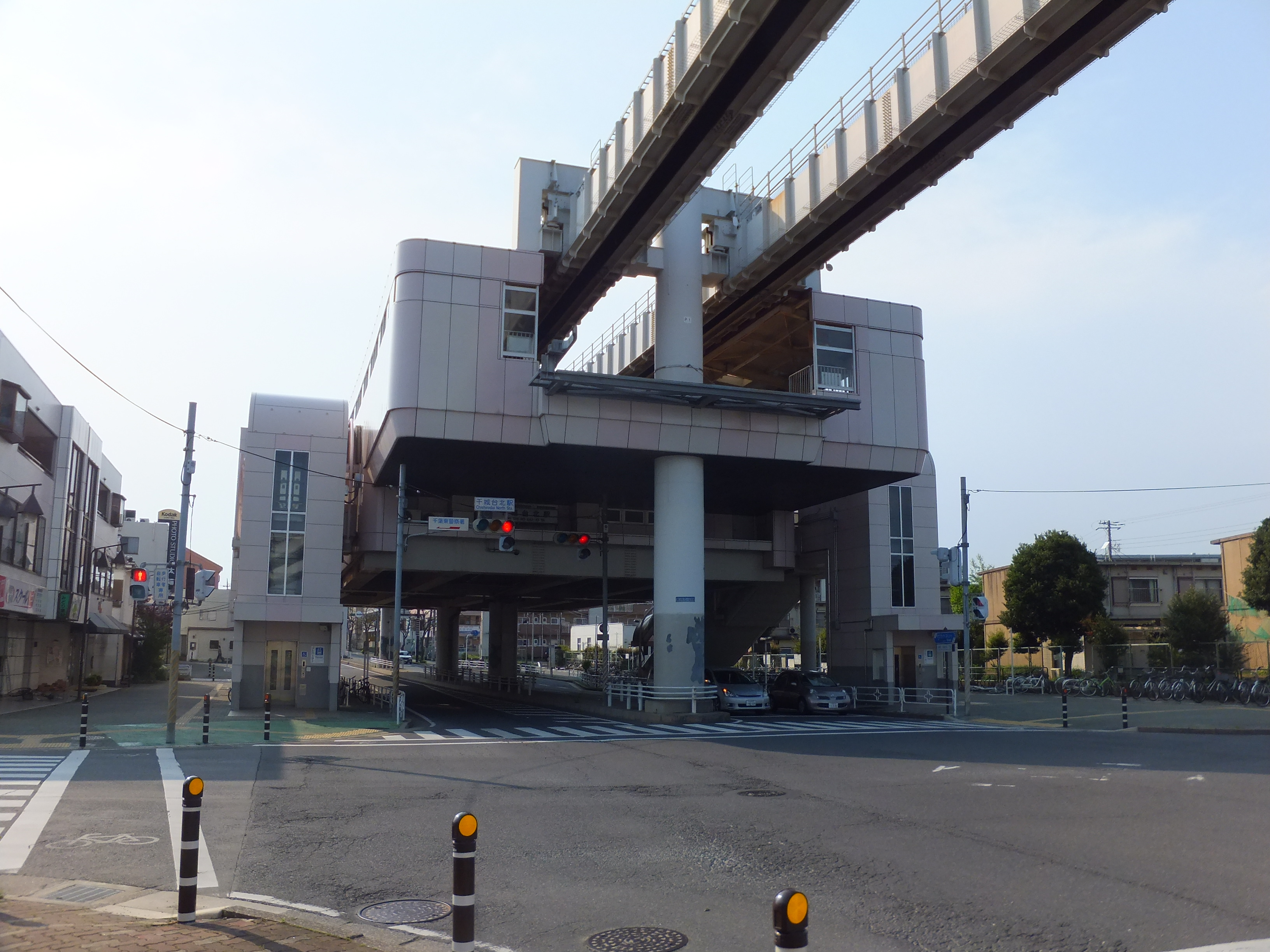
駅舎東側（2012年5月）

千城台北駅（ちしろだいきたえき）は、千葉県千葉市若葉区千城台北一丁目にある、千葉都市モノレール2号線の駅である。駅番号はCM14。

## 歴史
- 1988年（昭和63年）3月28日 - 開業[1][2]。
- 2009年（平成21年）3月14日 - ICカード「PASMO」の利用が可能となる[3][1]。
- 2023年（令和5年）3月6日 - トイレの改修工事（洋式化）完了。

## 駅構造
相対式ホーム2面2線を持つ高架駅で、バリアフリー設備として地平から改札階へのエレベーター（改札外北側・南側出入口）と、改札階からホームへのエレベーター（改札内）がそれぞれ設置されている。改札口は東側（千城台方面）に1か所あり、自動改札機、自動券売機が設置されている。
出入口は改札外コンコースより北側に1か所（北側出入口）と地平から改札階へのエレベーター1基、南側に1か所（南側出入口）と地平から改札階へのエレベーター1基がある。

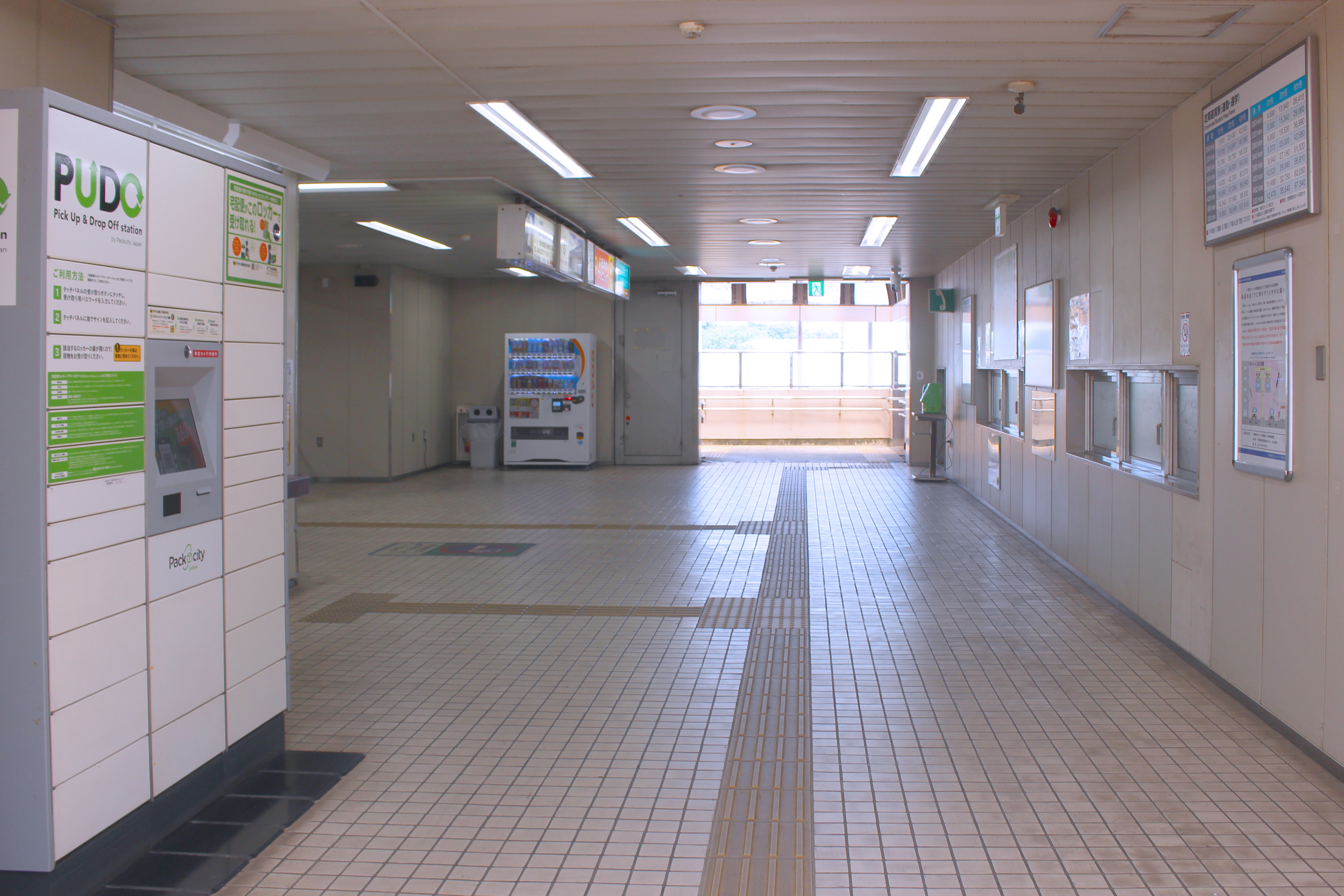
改札外コンコース（2024年7月）
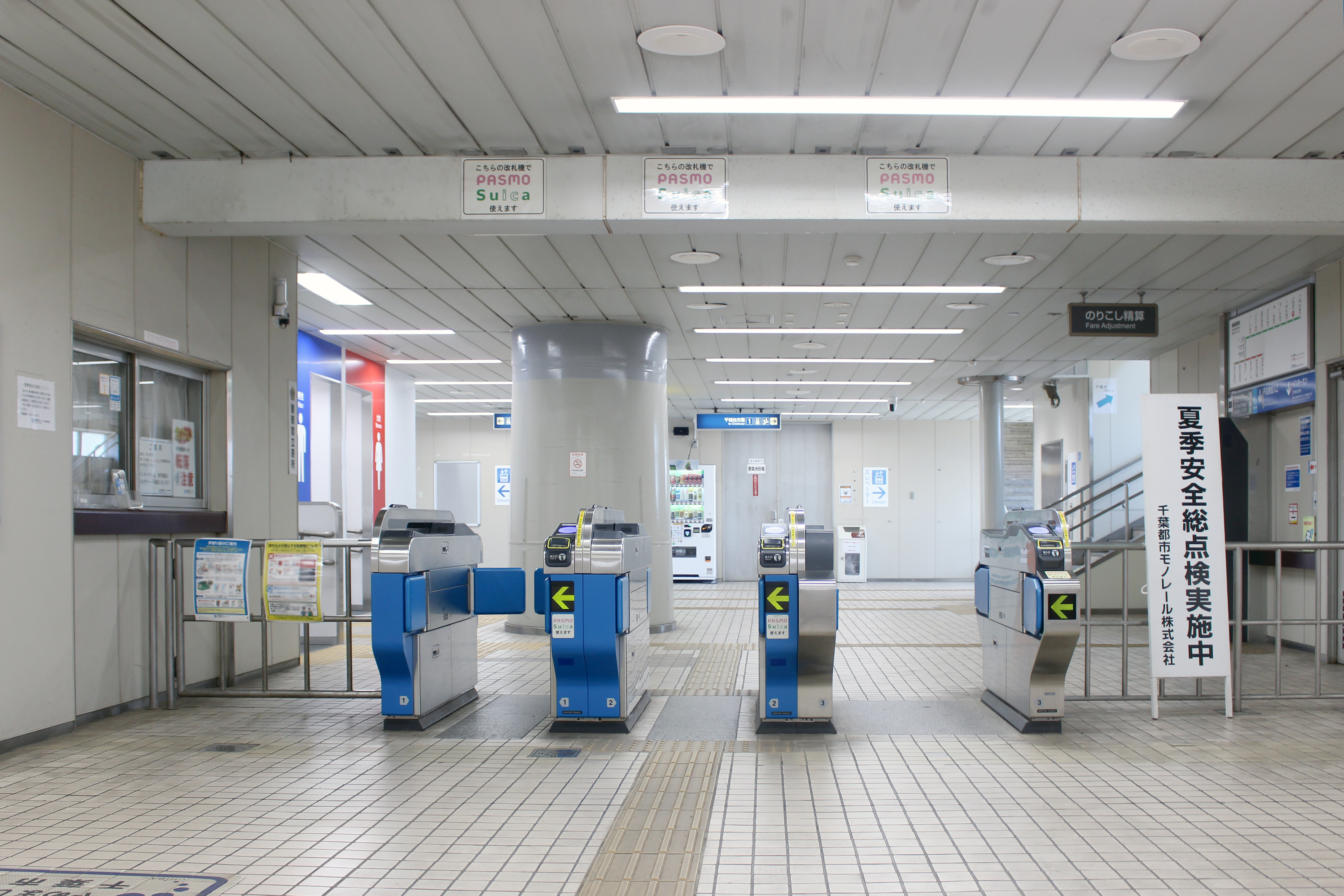
改札口（2024年7月）

### のりば
| 番線 | 路線  | 行先           | 備考                                    |
| ---- | ----- | -------------- | --------------------------------------- |
| 1    | 2号線 | 千城台方面     |                                         |
| 2    | 2号線 | 都賀・千葉方面 | 千葉みなと方面行は千葉駅から1号線へ直通 |

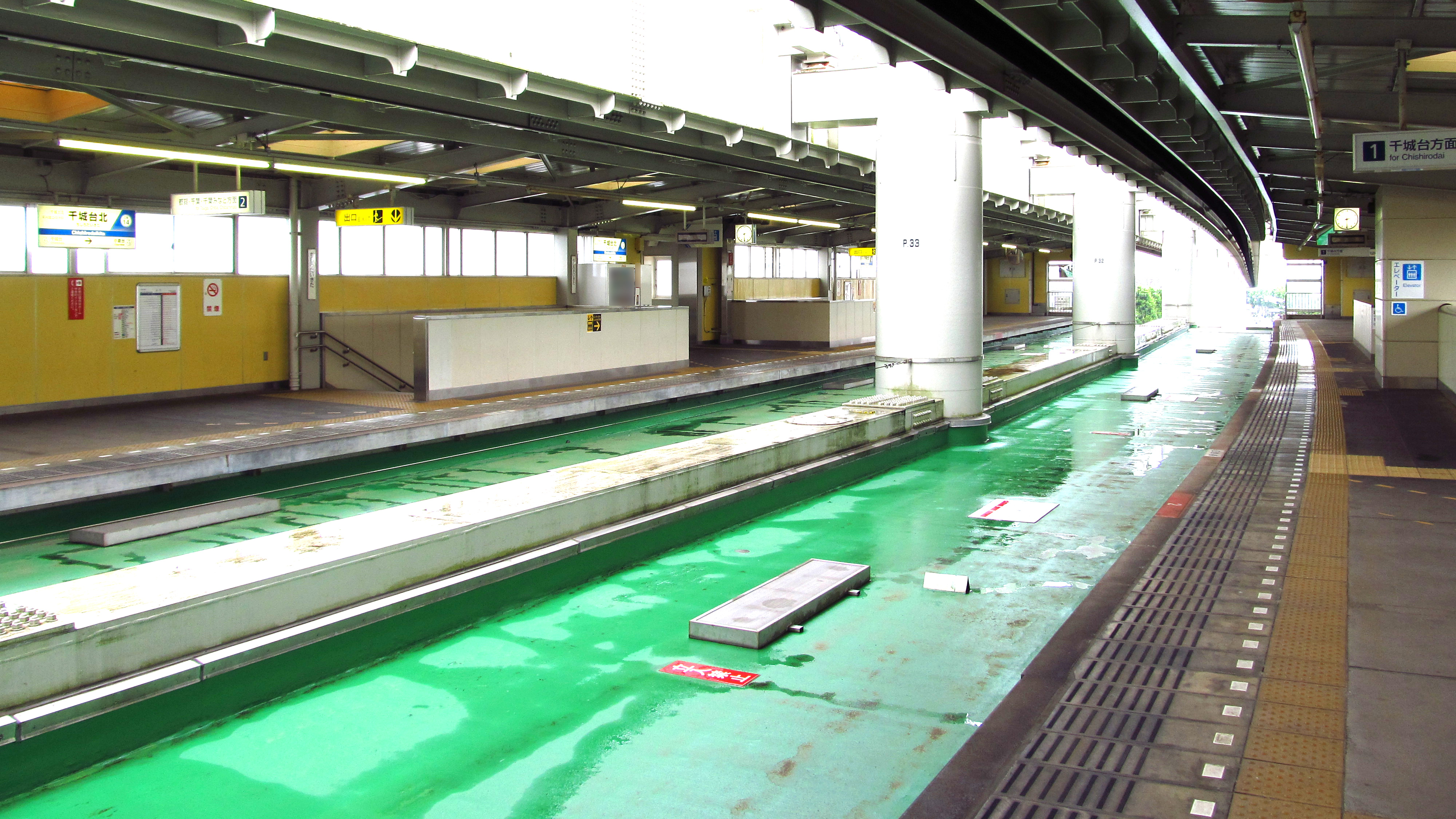
1番線ホーム（2019年7月）
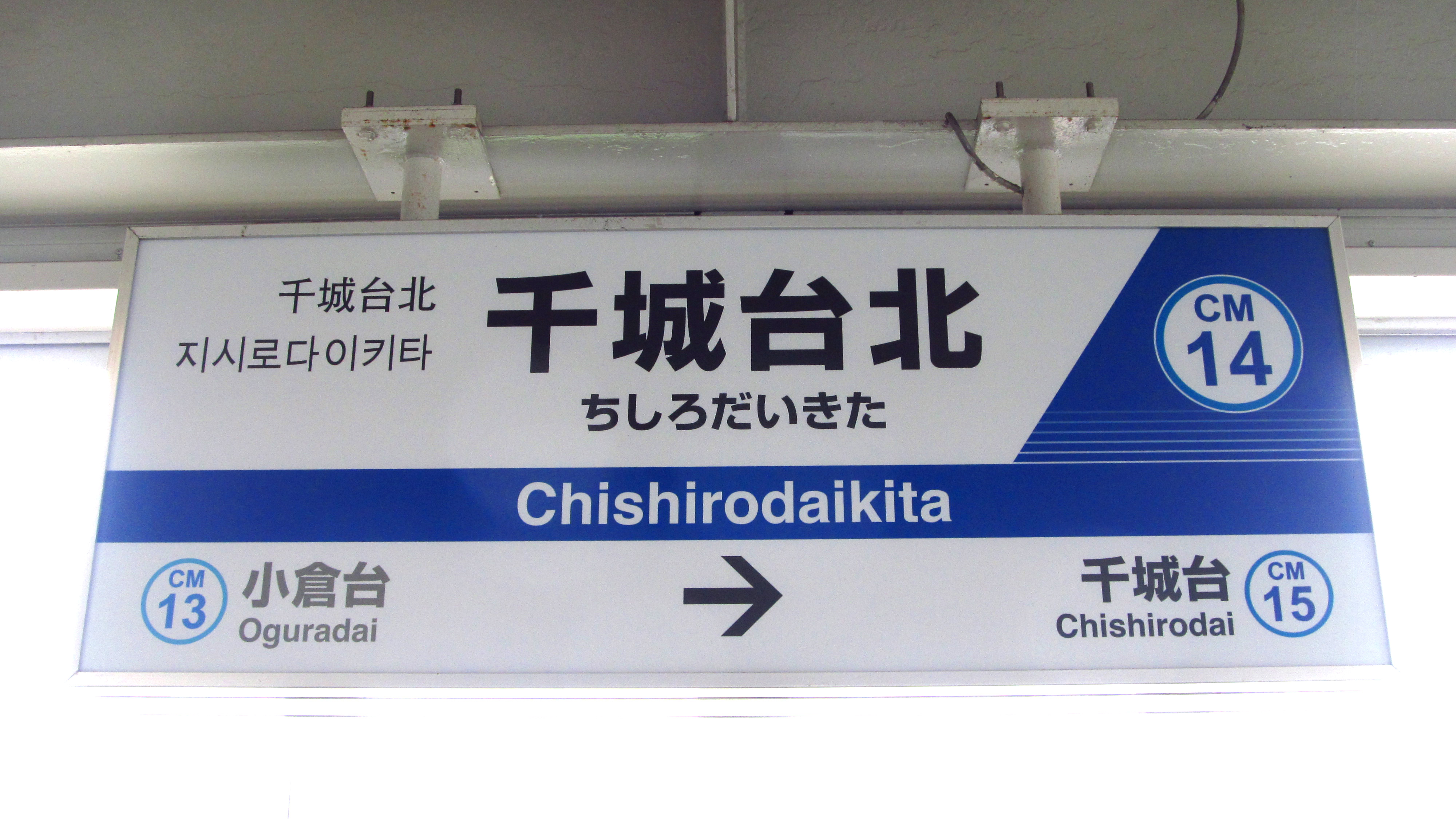
1番線駅名標（2019年7月）
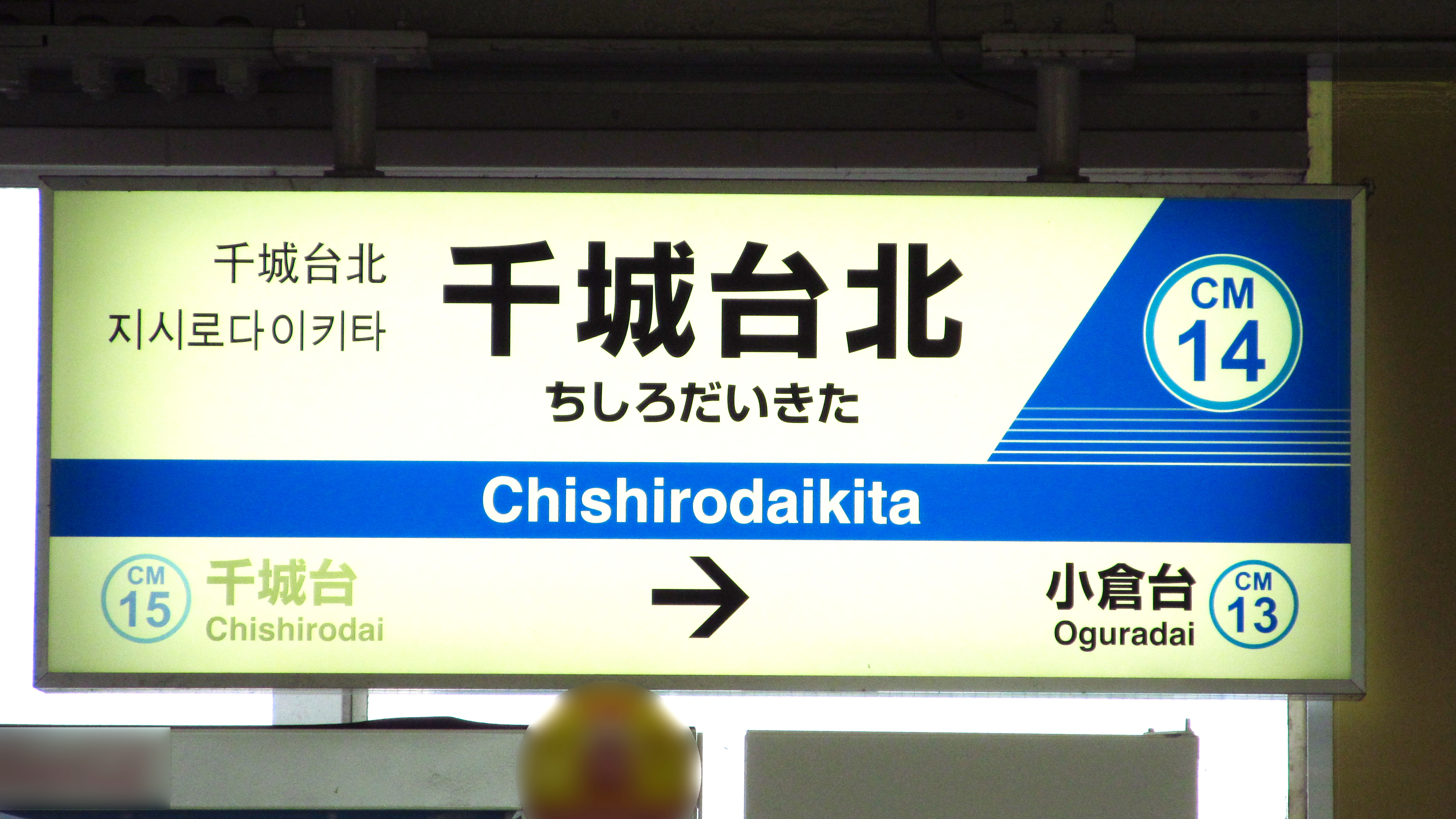
2番線駅名標（2019年7月）

## 利用状況
2023年度の1日平均乗車人員は1,104人である。千葉都市モノレールの駅では、18駅中13位。
近年の1日平均乗車人員推移は下記の通り。
| 年度               | 一日平均 乗車人員 |
| ------------------ | ----------------- |
| 1999年（平成11年） | 770               |
| 2000年（平成12年） | 722               |
| 2001年（平成13年） | 726               |
| 2002年（平成14年） | 721               |
| 2003年（平成15年） | 731               |
| 2004年（平成16年） | 709               |
| 2005年（平成17年） | 718               |
| 2006年（平成18年） | 710               |
| 2007年（平成19年） | 709               |
| 2008年（平成20年） | 752               |
| 2009年（平成21年） | 808               |
| 2010年（平成22年） | 819               |
| 2011年（平成23年） | 842               |
| 2012年（平成24年） | 895               |
| 2013年（平成25年） | 932               |
| 2014年（平成26年） | 936               |
| 2015年（平成27年） | 972               |
| 2016年（平成28年） | 1,004             |
| 2017年（平成29年） | 1,032             |
| 2018年（平成30年） | 1,045             |
| 2019年（令和元年） | 1,052             |
| 2020年（令和02年） | 812               |
| 2021年（令和03年） | 936               |
| 2022年（令和04年） | 1,066             |
| 2023年（令和05年） | 1,104             |

## 駅周辺

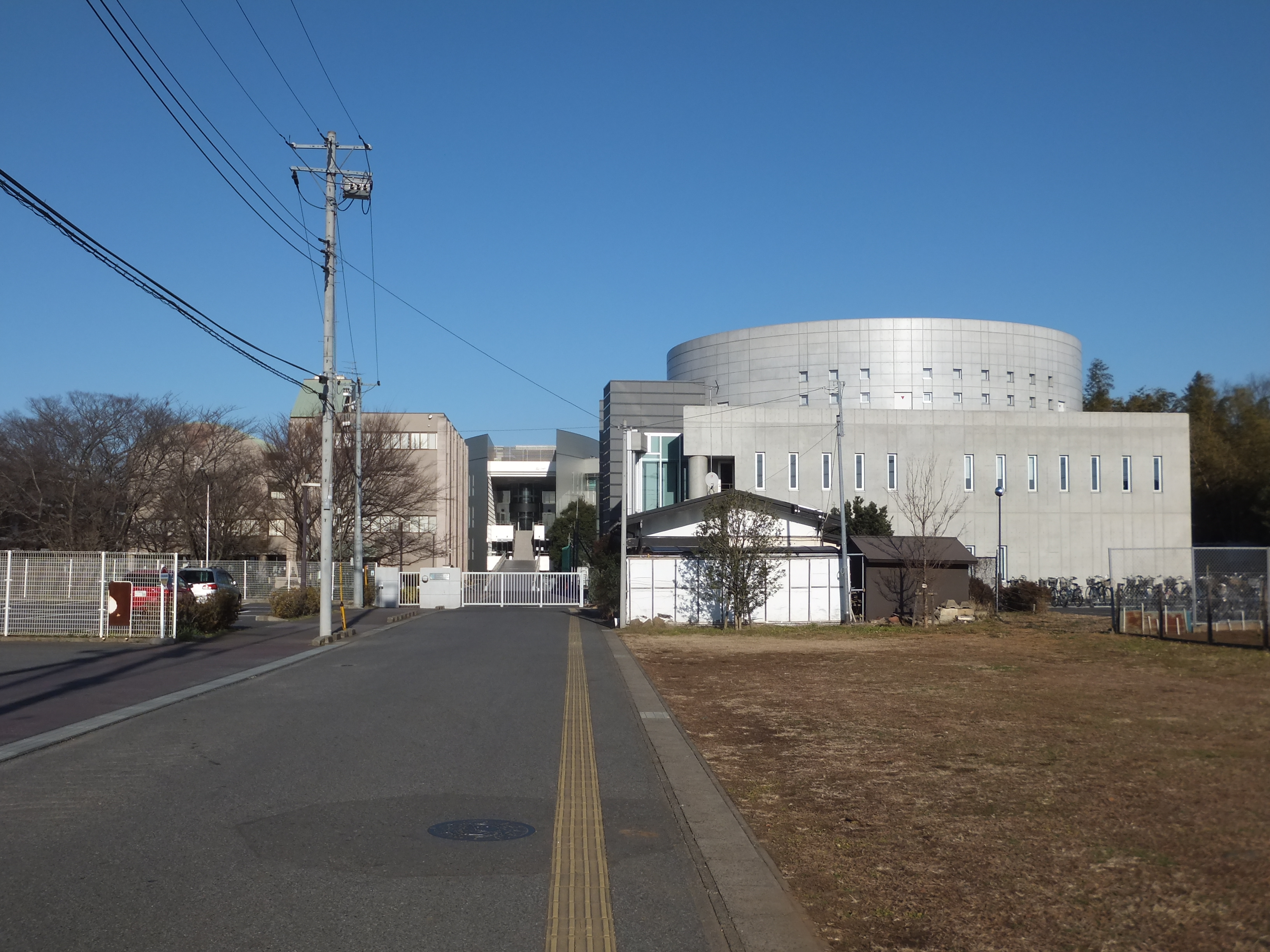
植草学園大学

駅周辺は閑静な住宅街が広がる。駅東側には小桜橋通りがあり、隣駅の千城台駅までは約800メートル（m）しか離れていない。駅北東側に300メートル（m）進むと四街道市（吉岡地区）との市域がある。

### 北側出入口方面

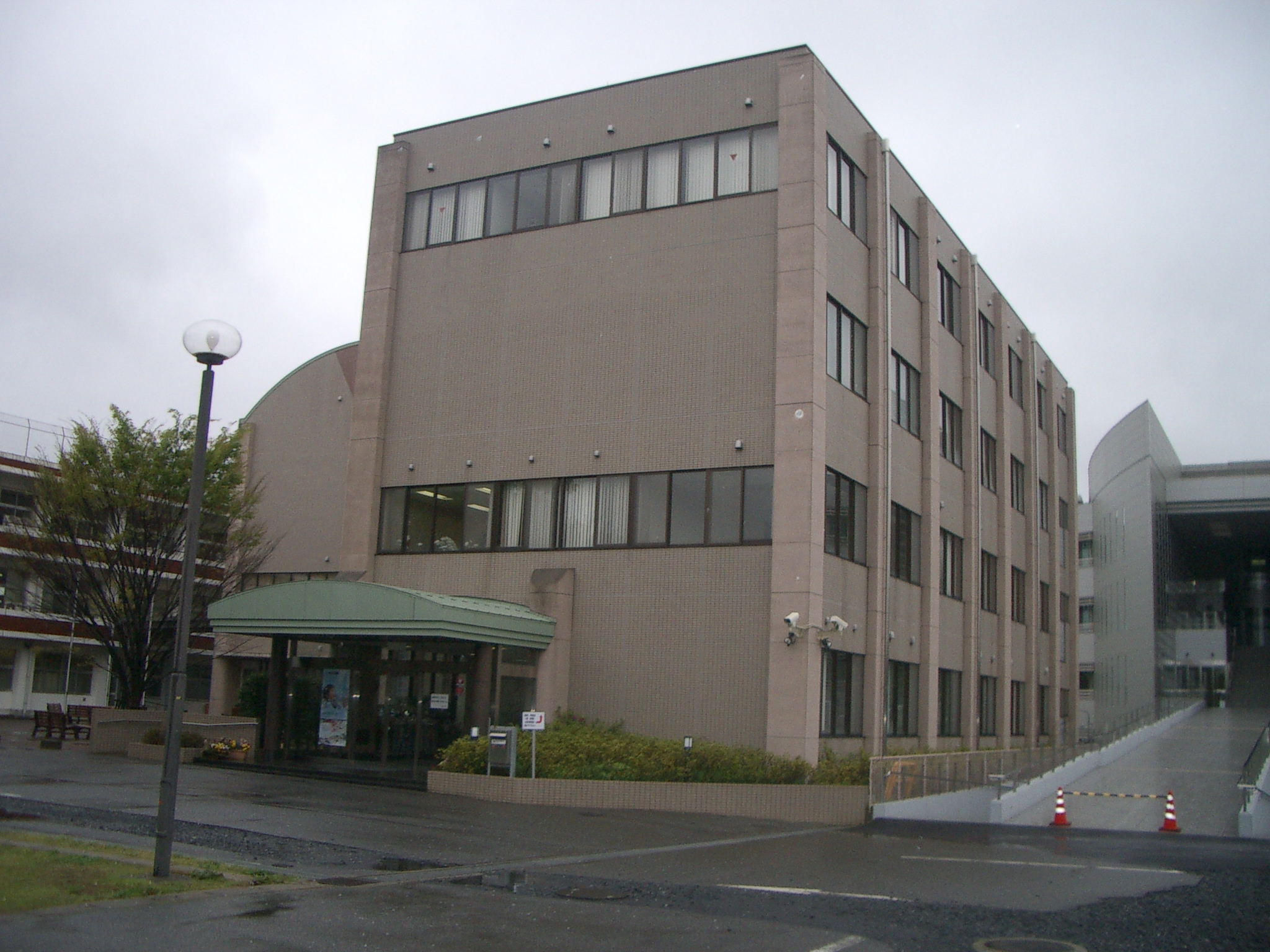
植草学園短期大学

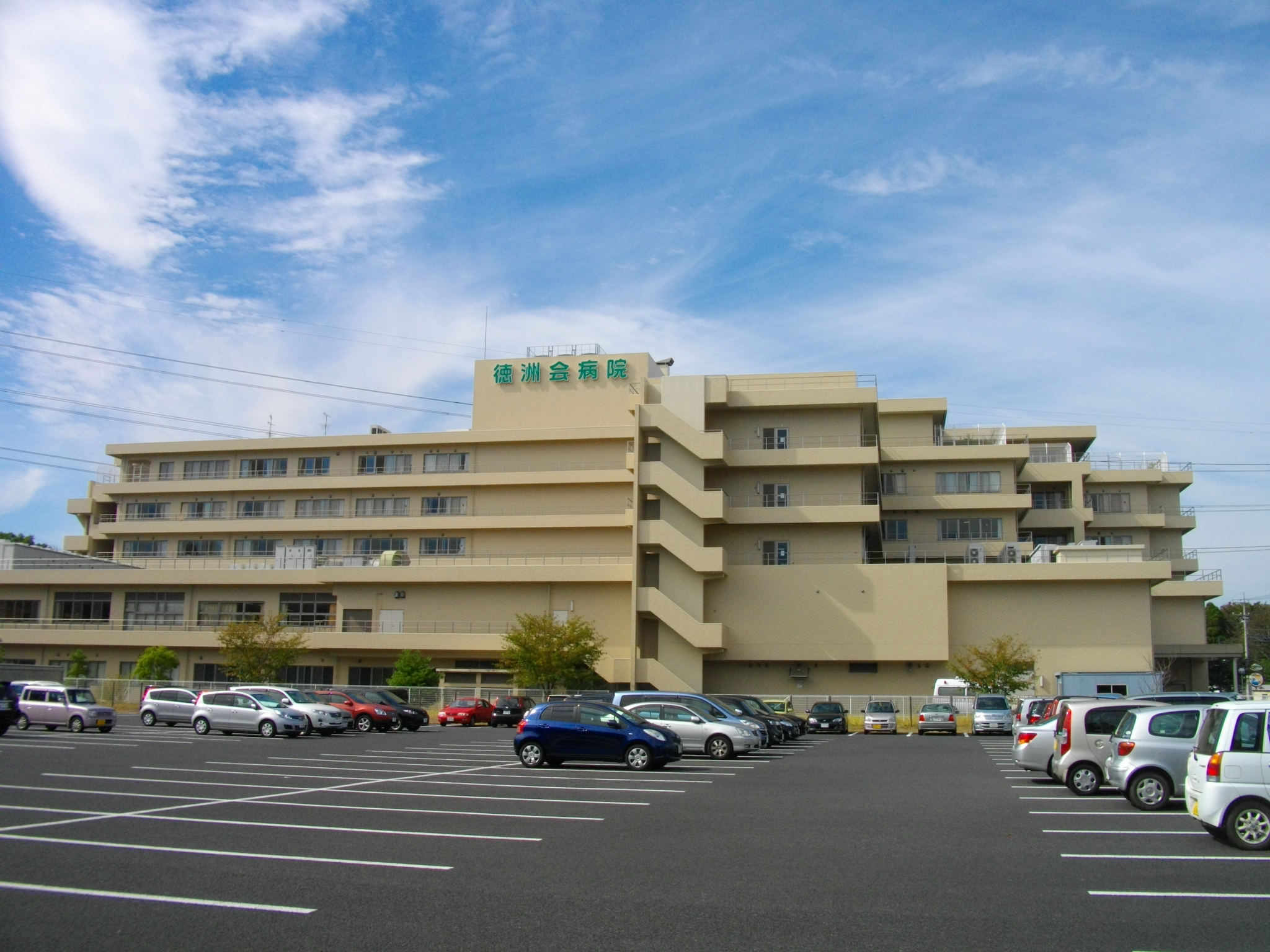
四街道徳洲会病院

- 植草学園大学
- 植草学園短期大学
- 千葉市立千城台北小学校
- 千葉市立小倉小学校
- 四街道徳洲会病院
- 千葉千城台郵便局
- 千葉銀行 千城台支店
- イコアス千城台
  - ロピア千城台店
  - ヤマダデンキテックランド 千城台店
  - マツモトキヨシ 千城台店
- 生鮮小売市場千城小倉台店
- 植草共生の森
- 城北公園

### 南側出入口方面

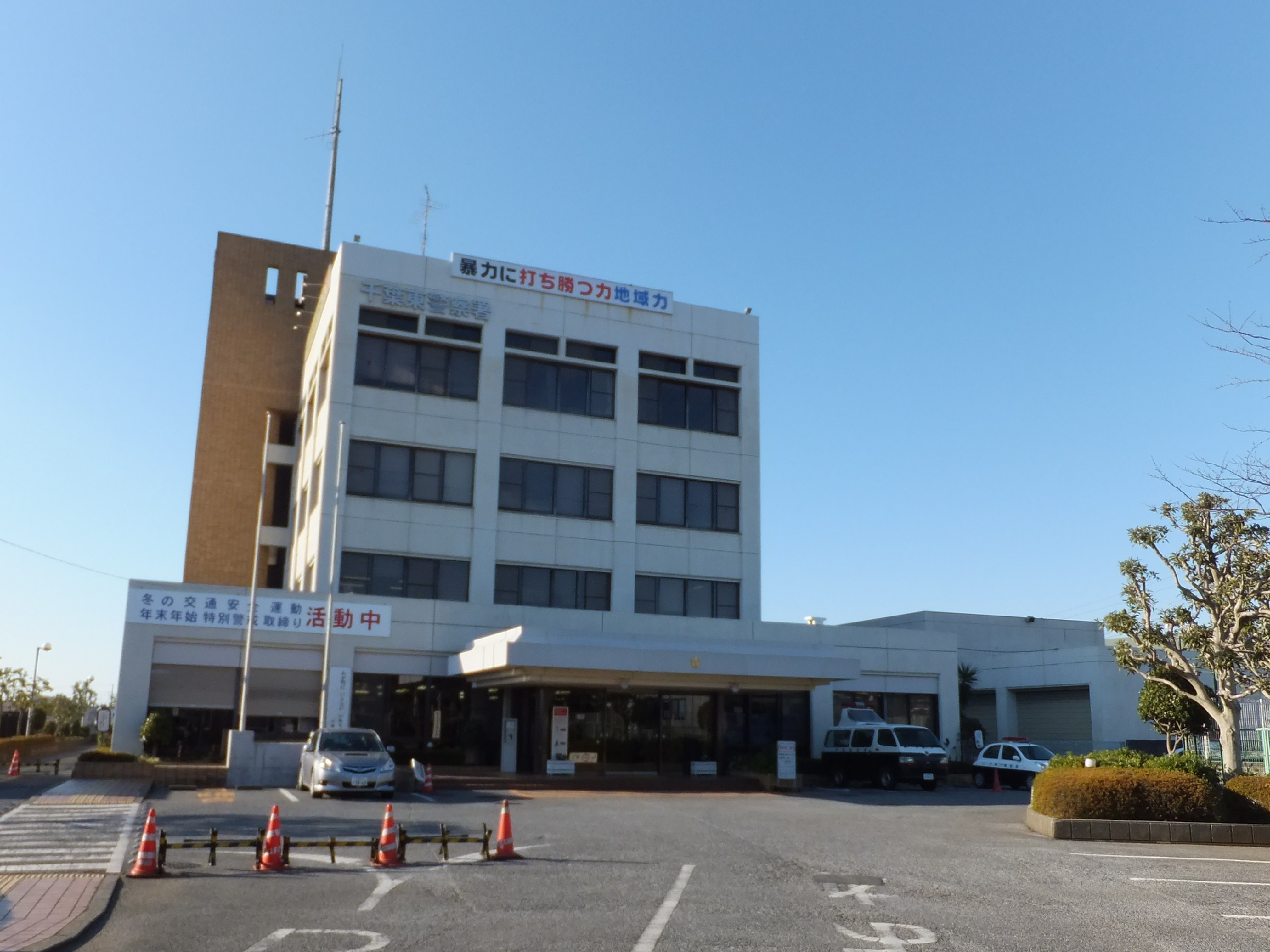
千葉東警察署

- 千葉県千葉東警察署
- 千葉東警察署 千城台交番
- 千葉市若葉区千城台市民センター
  - 千葉市若葉文化ホール
  - 千城台コミュニティセンター
  - 千葉市図書館 若葉図書館
- 千葉県立千城台高等学校
- 千葉市立千城台西中学校
- 千葉市立千城台西小学校
- しょいかーご 千葉店
- ヤックスケアタウン千城台
  - ヤックスドラッグ 千城台店
  - ヤックスカフェ 千城台
- セイムス 小倉町店
- 千城台野鳥観察園
- 千城台西公園
- 小倉・森水公園

## バス路線
| のりば         | 系統                       | 主要経由地                                 | 行先           | 運行会社             |
| -------------- | -------------------------- | ------------------------------------------ | -------------- | -------------------- |
| 千城台北駅     | 千02                       | 小倉台駅・小倉団地入口・市営霊園・道場坂下 | 千葉駅         | 京成バス             |
| 千城台北駅     | 千02                       | 千城台駅・情報大正門                       | 御成台車庫     | 京成バス             |
| 千城台北駅     | つ01                       | 小倉台四丁目・小倉団地入口・若葉区役所     | 都賀駅         | 京成バス             |
| 千城台北駅     | つ01                       | 鷹の台四丁目・情報大正門                   | 御成台車庫     | 京成バス             |
| 千城台北駅     | マイタウン・ダイレクトバス |                                            | 東京駅八重洲口 | 京成バス             |
| 千城台北駅入口 | 千01                       | ほおじろ台・道場坂下                       | 千葉駅         | 京成バス             |
| 千城台北駅入口 | 千01                       | 千城台駅                                   | 千城台車庫     | 京成バス             |
| 千城台北駅入口 | 都賀線                     | 小倉台駅・小倉団地入口                     | 都賀駅         | 京成バス千葉イースト |
| 千城台北駅入口 | 都賀線                     | 千城台高校・大宮団地                       | 鎌取駅         | 京成バス千葉イースト |

## 隣の駅
千葉都市モノレール
 2号線
小倉台駅（CM13） - 千城台北駅（CM14） - 千城台駅（CM15）